# 奥林巴斯15mm F8机身盖镜头
奥林巴斯 15mm F8 机身盖镜头（15mm F8 Body Cap Lens）是一款定焦饼干镜头，应用于微4/3系统。
该镜头主打轻薄小巧，从法兰盘位置计算，厚度为9mm，外观与用于防护的机身盖类似，故得名机身盖镜头。焦距15mm，应用在M43系统上，等效30mm广角。在轻薄设计之下，15mm F8并不支持自动对焦，没有触点与机身交换信息，也只有恒定的F8光圈可以使用；且其不被安排在奥林巴斯ZUIKO镜头序列中出现，而是作为附件提供，商品代号BCL1580。
该镜头于2012年9月由奥林巴斯公司推出，仅有黑色版本。2013年中旬E-P5和E-PL6发布同期，追加了其他颜色版本（银、白、红）。
奥林巴斯产品序列中，另有一款9mm F8的机身盖镜头与其类似。

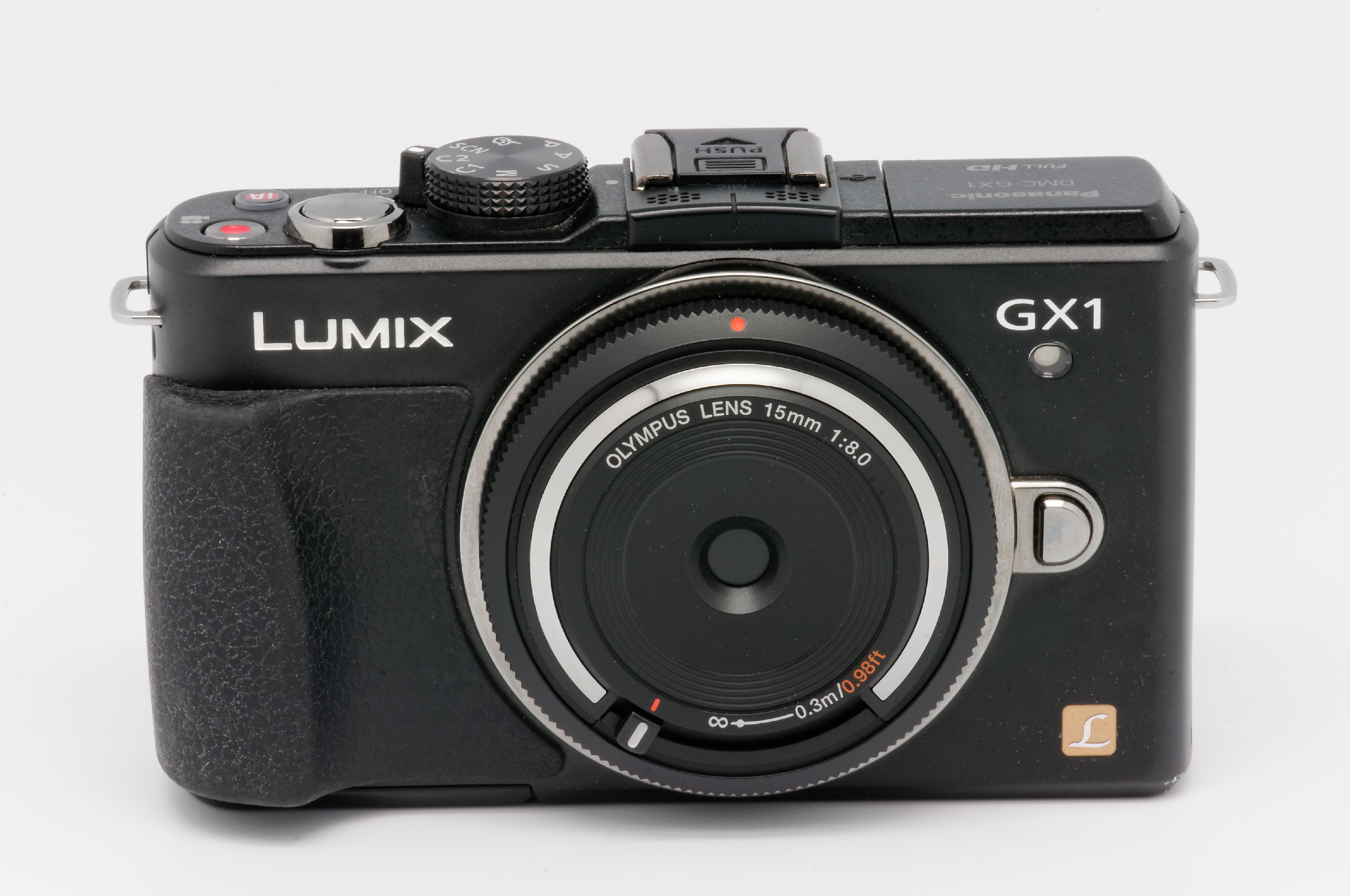
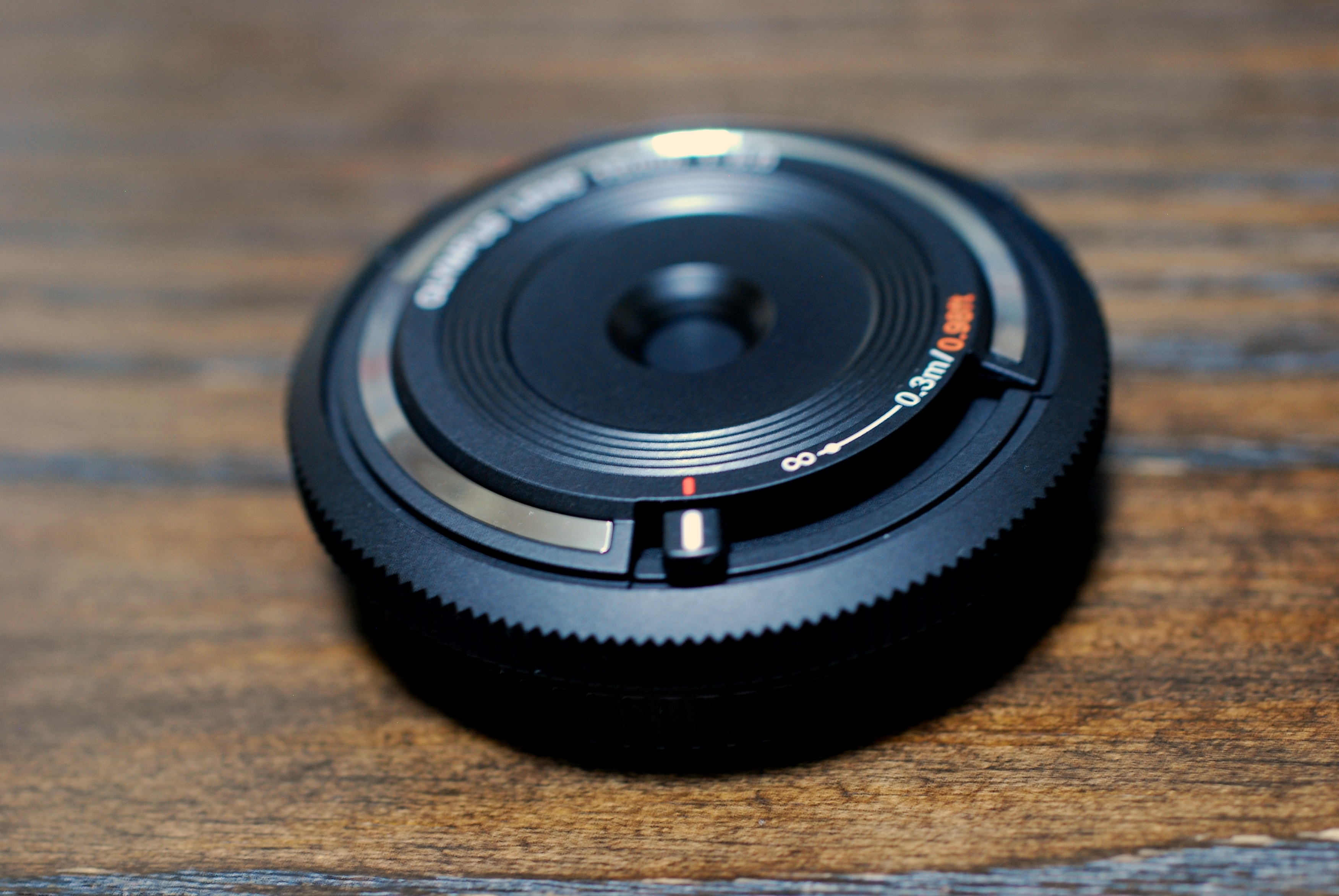
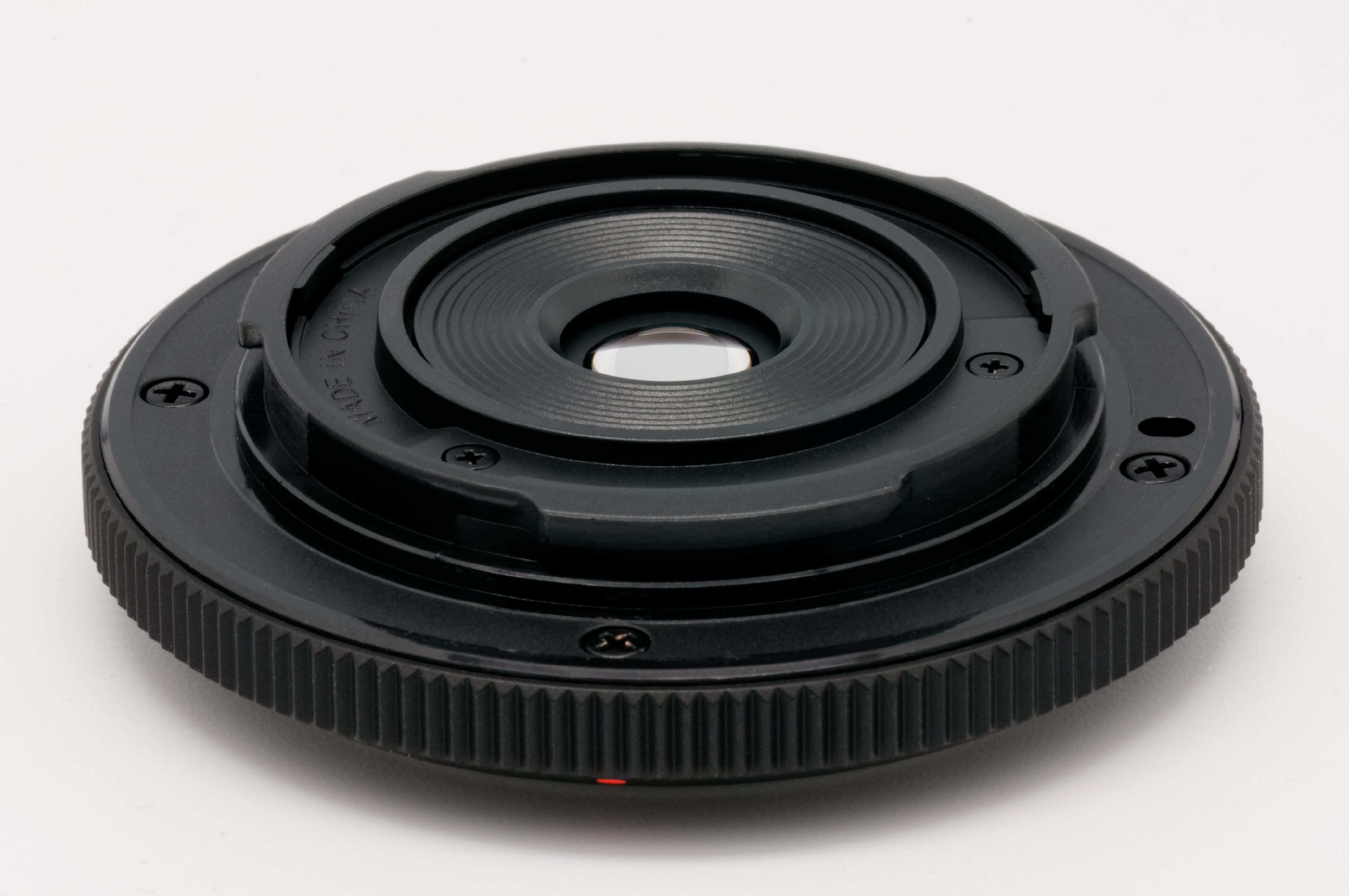
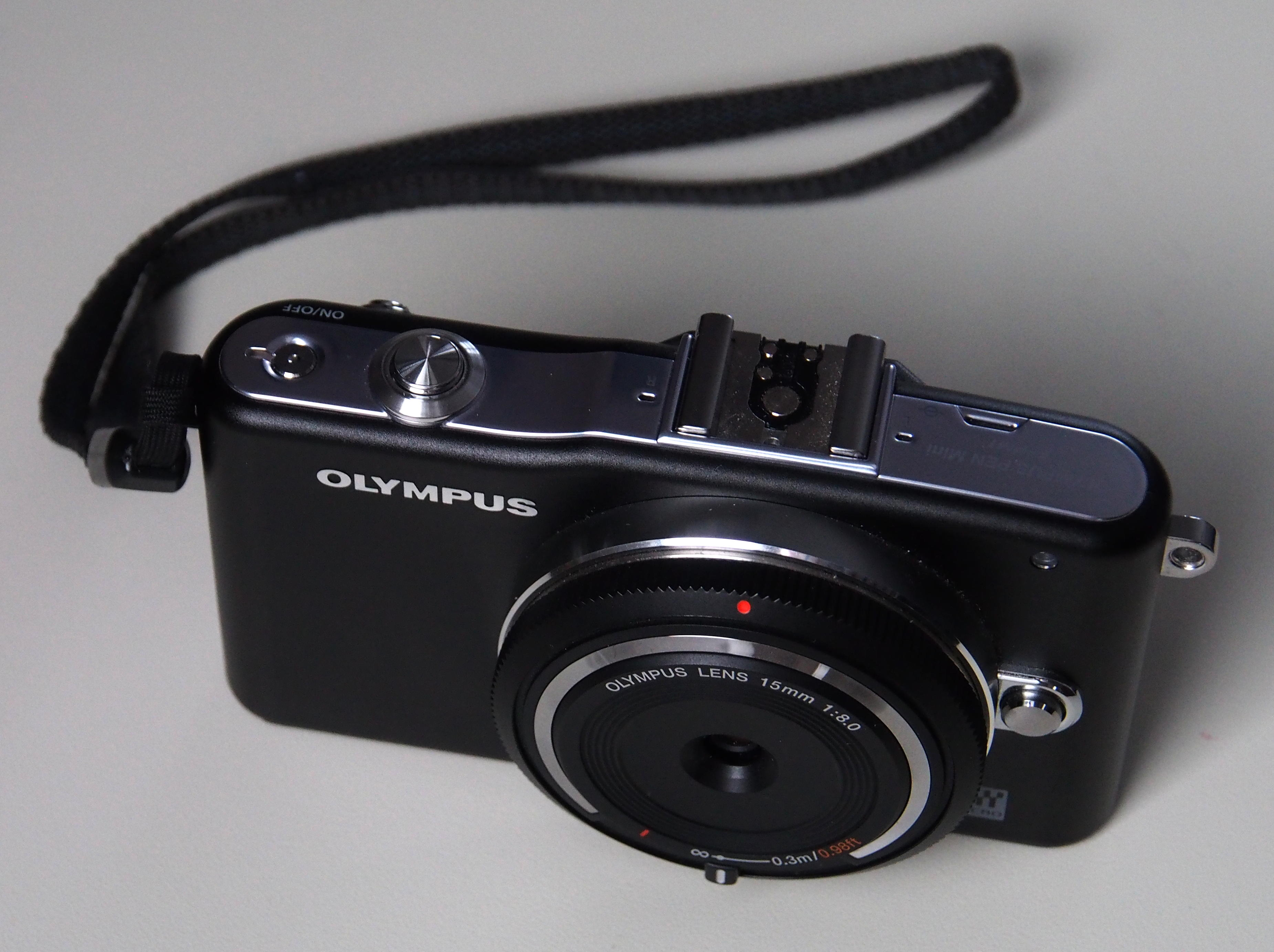